# Żelazny Most (reservoir)

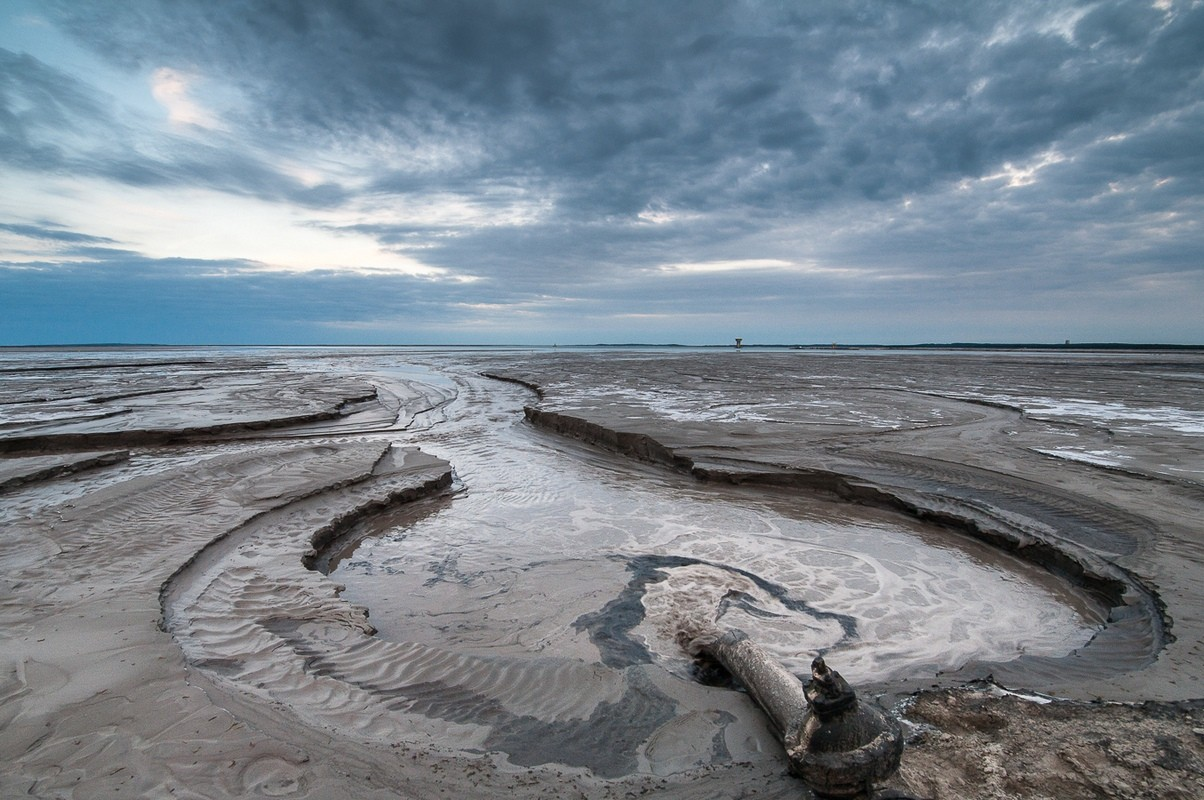
Zelazny Most (2015)

Żelazny Most is een reservoir van afval uit een kopermijn in Polen en eigendom van KGHM Polska Miedź.
Dit afval wordt gegenereerd tijdens de verrijking van kopererts. Dit is een van de grootste afvalresevoirs in Europa. De ligging is bij Żelazny Most in de woiwodschap Neder-Silezië dicht bij Rudna in het kopermijndistrict Legnica-Głogów (afgekort met LGOM) Oppervlakte is 1394 ha en inhoud 700 miljoen m³, rond het gebied ligt een dam van 20 tot 45 m hoog. De bouw is in 1974 begonnen en in 1977 voltooid. Drie dorpen moesten wijken voor de bouw: Barszów, Kalinówka en Pielgrzymów.